# Vapa (gmina Sjenica)
Vapa (cyr. Вапа) – wieś w Serbii, w okręgu zlatiborskim, w gminie Sjenica. W 2011 roku liczyła 254 mieszkańców.